# Hemiteles nigricans
Hemiteles nigricans là một loài tò vò trong họ Ichneumonidae.